# Kim Gwan-hyeon
Kim Gwan-hyeon (kor. 김관현; ur. 7 lutego 1955) – południowokoreański judoka. Olimpijczyk z Los Angeles 1984, gdzie zajął dziewiąte miejsce w kategorii open.
Brązowy medalista wojskowych MŚ w 1976 roku.

## Letnie Igrzyska Olimpijskie 1984
| Konkurencja | Rundy eliminacyjne | Rundy eliminacyjne          | Klas. końcowa |
| Konkurencja | Przeciwnik I       | Przeciwnik II               | Miejsce       |
| ----------- | ------------------ | --------------------------- | ------------- |
| open        | wolny los Z        | Laurent del Colombo (FRA) P | 9.            |